# Vincenta Da Ponte
Pour les articles homonymes, voir Da Ponte.
Vincenta da Ponte (fl. seconde moitié du XVIIIe siècle) est une compositrice et chanteuse italienne.

## Biographie
Elle a été membre du coro ou école de musique de l'Ospedale della Pietà de Venise pendant le mandat de Bonaventura Furlanetto en tant que directeur musical. Ses origines sont inconnues, mais son nom de famille indique qu'elle était membre d'une famille de patriciens et non d'un enfant trouvé, comme l'étaient la plupart des élèves d'Ospidale. Par conséquent, elle aurait été une étudiante payant ses frais de scolarité ou aurait reçu une bourse.
En tant que compositrice, Da Ponte n'est connue que par un ensemble inédit de quatre danses incluses dans une collection de monferrine et composées vers 1775 ; le manuscrit est conservé au Conservatoire Benedetto Marcello de Venise de Venise.
Da Ponte est l'une des cinq compositrices connues pour être sorties du coro de l'Ospedale ; les autres sont Anna Bon et les enfants trouvés Agata (en), Michielina (en) et Santa della Pietà.